# Route nationale 254
Pour les articles homonymes, voir Route 254.
La route nationale 254 ou RN 254 est une route nationale française reliant Allaines-Mervilliers à l'échangeur n° 12 de l'A10. Elle reprend une section de la RD 927 (ancienne RN 827).

## Tracé actuel d'Allaines-Mervilliers à l'A10
- Allaines-Mervilliers
- A10 (sortie 12)